# Jardin naturel
Jardin naturel (česky Přírodní (Přirozená) zahrada) je veřejný park, který se nachází v Paříži ve 20. obvodu. Zahrada přiléhá k jihovýchodnímu cípu hřbitova Père Lachaise a její vchody jsou z ulic Rue de Lesseps a Rue de la Réunion. Park byl vybudován v roce 1995 a jeho rozloha činí 6 300 m2.
Tato pařížská zahrada se od ostatních liší v tom, že jsou zde vysázeny planě rostoucí rostliny charakteristické pro region Île-de-France, které ukazují na místní biologickou rozmanitost. V místním rybníce jsou žáby, čolci a lekníny.